# 解結
解 結（かい けつ、? - 300年）は、中国西晋時代の政治家・将軍。字は叔連。済南郡著県の出身。

## 生涯
父の解脩は魏の時代、琅邪太守・梁州刺史を歴任し、その治績は天下第一と称えられ、西晋が興ると梁鄒侯に封じられた。
解結は兄の解系と共に清廉潔白と評判であり、等しく名声を得た。後に公府掾として招聘され、黄門侍郎へと抜擢された。その後、散騎常侍・豫州刺史・魏郡太守・御史中丞を歴任した。
294年、趙王司馬倫は鎮西将軍として長安を統治していたが、関中を混乱させて氐・羌の反乱を招いてしまった。司馬倫は言葉巧みに媚び諂う孫秀を信任していたので、解結は全ての官僚がいる席において孫秀は誅殺すべしと述べた。これにより、孫秀は解結に恨みを抱いた。
300年4月、司馬倫・孫秀らは皇后賈南風とその一派の排斥を目論んで政変を決行すると、賈氏一族を尽く捕らえた。司馬倫には帝位簒奪の野心があったので、孫秀と謀議して朝廷で声望ある者を除く事に決めた。司馬倫と孫秀は解系と解結を怨んでいたので、解結は捕らえられて処刑された。
後に司馬倫・孫秀が誅殺されると斉王司馬冏は奏上し、解系・解結は共に品性・道徳が高潔であり、司馬倫に殺されたのは冤罪であると訴えた。国政の参謀8人は議論し解系・解結らは清廉潔白であったが、邪悪な者に深く恨まれて無実で横殺されたと申し述べた。後に兄同様に光禄大夫を追贈されて改葬されると、弔祭を加えられた。

## 解結の娘
解結が処刑されたとき、彼の娘は翌日裴氏に嫁ぐことになっていたが、裴氏は既に彼女が嫁いでいた事にして（当時の連座処罰において、他家に嫁入済みの女子は連座範囲から外すことができた）生かそうとした。だが、彼女は「我が家がこのようなことになったのに、私一人だけが生き残っても意味ない」と言い、自ら刑場に赴いて処刑された。
この後、朝廷が刑罰制度を改正したことによって、女子を三族刑の連座範疇から外される（連座は男子に限定される）こととなった。彼女は後世の人々によって悼まれると同時に讃えられた。

## 伝記資料
- 『晋書』巻60 列伝第30
- 『資治通鑑』巻82 - 巻83